# Иглесиас Фернандес, Хосе
Хосе Иглесиас Фернандес (исп. José Iglesias Fernández; 23 декабря 1926 — 12 июля 2007), по прозвищу Хосеито (исп. Joseíto) — испанский футболист (правый полузащитник) и тренер.
Он сыграл в Ла Лиге 124 матча и забил 51 гола в течение девяти сезонов, представляя «Реал Мадрид», с которым он провёл 177 официальных матчей и забил 77 голов, выиграв десять крупных титулов.

## Клубная карьера
Хосеито родился в Саморе, Кастилия и Леон, и играл за несколько клубов из низших дивизионов, в том числе местный «Самора», до перехода в «Расинг Сантандер» в 1949 году. В своём первом сезоне он помог кантабрийцам выйти в Ла Лигу.
Летом 1951 года Хосеито перешёл в «Реал Мадрид» (через два года его путь повторил Франсиско Хенто), он оставался на «Сантьяго Бернабеу» в течение следующих восьми лет, пока не сыграл почти 200 официальных матчей. В 1955—1959 годах он выиграл четыре Кубка европейских чемпионов подряд, сыграв 11 матчей и забив шесть голов, однако после прихода Раймона Копы он начал выходить на поле менее регулярно.
Хосеито ушёл со спорта в 1961 году в возрасте почти 35 лет после того, как провёл по сезону во втором дивизионе с «Леванте» и «Райо Вальекано». В последующие десятилетия он тренировал множество клубов из всех трёх основных дивизионов испанского футбола, будучи во главе «Валенсии» и «Гранады» (два раза) в высшей лиге.

## Международная карьера
Хосеито сыграл единственный в своей карьере матч за Испанию 28 декабря 1952 года против ФРГ в Мадриде, соперники разошлись вничью 2:2.

## Смерть
Хосеито умер в Гранаде, Андалусия, 12 июля 2007 года после второго инсульта в течение шести лет. Ему было 80 лет.